# 北太平洋漁業委員會
北太平洋漁業委員會（英語：North Pacific Fisheries Commission），是以條約設立之政府間國際組織，亦為區域漁業管理組織（regional fisheries management organization）。北太平洋漁業委員會總部位於日本東京都港區的東京海洋大學內的白鷹館。

## 歷史
2006年籌設，2012年簽署《北太平洋漁業公約》，2015年正式生效。

## 組職宗旨
北太平洋魚種資源之保育及永續利用。

## 會員
加拿大、中国、欧盟、日本、韩国、俄罗斯、中華臺北、美国及瓦努阿图。
此外，巴拿马为合作非缔约国。

## 外部連結
- nwpbfo.nomaki.jp